# France Football
France Football är en fransk fotbollstidning. Tidningen som grundades 1946 utkommer två gånger i veckan och innehåller fotbollsnyheter från hela världen. Det är en av de mest ansedda sporttidningarna i Europa främst på grund av dess fotografiska reportage och omfattande täckning av de europeiska fotbollsligorna. År 1956 instiftade tidningen Ballon d'or, ungefär "Guldbollen", som då delades ut till den bäste fotbollsspelaren i Europa. Senare ändrades priset till att gå till världens bäste fotbollsspelare och det har delats ut i samarbete med internationella fotbollsförbundet FIFA.
Tidningen delar även ut pris till årets bästa franska fotbollsspelare samt till den bästa managern i Ligue 1.